# بیگانه‌سمان
بیگانه‌سمان (نام علمی: Xenungulata) نام یک راسته از فرورده جفت‌داران است.